# 196 Carinae
196 Carinae (s Carinae) é uma estrela na direção da Carina. Possui uma ascensão reta de 10h 27m 52.75s e uma declinação de −58° 44′ 21.9″. Sua magnitude aparente é igual a 3.81. Considerando sua distância de 1042 anos-luz em relação à Terra, sua magnitude absoluta é igual a −3.71. Pertence à classe espectral F2II. É uma estrela variável suspeita.